# Biaczanskaja Buda
Biaczanskaja Buda (biał. Бячанская Буда; ros. Бечанская Буда, Bieczanskaja Buda) – wieś na Białorusi, w obwodzie homelskim, w rejonie żytkowickim, w sielsowiecie Ozierany, przy Prypeckim Parku Narodowym.

## Historia
W XIX i w początkach XX w. położona była w Rosji, w guberni mińskiej, w powiecie mozyrskim.
W latach 1919–1920 znajdowała się pod Zarządem Cywilnym Ziem Wschodnich, w okręgu brzeskim, w powiecie mozyrskim. W wyniku traktatu ryskiego miejscowość znalazła się w Związku Sowieckim. Od 1991 w niepodległej Białorusi.